# Спенсер, Джон (актёр)
Джон Спенсер (англ. John Spencer, 20 декабря 1946 — 16 декабря 2005) — американский актёр, наиболее известный благодаря роли главы президентской администрации Лео Макгерри в телесериале «Западное крыло» (1999—2005), которая принесла ему премию «Эмми» в 2002 году.

## Жизнь и карьера
Спенсер родился под именем Джон Спесшок-младший в Нью-Йорке в ирландско-украинской семье рабочих (официантки и водителя грузовика). Отец имел ирландские и чешские корни, а мать — украинско-русинские. Окончил школу на Манхэттене в 1963 году, после чего поступил в университет, однако так его и не окончил. Он вскоре дебютировал в «Шоу Патти Дьюк», но вплоть до восьмидесятых практически не появлялся на экранах.
В 1983 году Спенсер дебютировал на большом экране с ролью в фильме «Военные игры», после чего сыграл роли второго плана в фильмах «Игра в прятки», «Море любви» и «Чёрный дождь». Чаще всего Спенсер работал на телевидении, где сыграл в дневных мыльных операх «Одна жизнь, чтобы жить», «Как вращается мир» и «Другой мир».
В 1990 году Спенсер получил роль в сериале «Закон Лос-Анджелеса», где снимался вплоть до финала шоу в 1994 году. Между тем он часто играл роли второго плана на большом экране, в таких фильмах как Презумпция невиновности (1990), «Прощание с Парижем» (1995), «Скала» (1996) и «Полицейские» (1997).
В 1999 году Спенсер получил свою самую известную роль — главы президентской администрации Лео Макгерри в политическим сериале «Западное крыло». Шоу оказалось весьма успешным и любимым критиками, а Спенсер в 2002 году выиграл премию «Эмми» за лучшую мужскую роль второго плана в драматическом телесериале. Он также номинировался на «Эмми» в 2000, 2001, 2003 и 2004 годах, а кроме этого выдвигался на «Золотой глобус» в 2003 и вместе с актёрским составом получил Премию Гильдии актёров США в 2001 и 2002 годах.
Спенсер умер от сердечного приступа в Лос-Анджелесе 16 декабря 2005 года, за четыре дня до своего 59-го дня рождения. Кристин Ченовет, коллега по сериалу «Западное крыло», исполнила номер «For Good» из своего мюзикла «Злая» на похоронах актёра. Смерть Спенсера была вписана в сюжет седьмого и финального сезона сериала.